# Réseau Sentinelles
Réseau Sentinelles (volně česky Síť hlídek), je síť 1260 praktických lékařů (2 % z celkového počtu praktických lékařů v evropské části Francie), dobrovolníků, z celé Francie. Členové se nazývají „médecins sentinelles“. Síť byla založena v roce 1984 profesorem Alain-Jacquesem Valleronem a je řízena národním výzkumným ústavem zdraví - INSERM („Unité mixte de recherche en Santé“) při Univerzitě Pierre a Marie Curie Paris VI. Hlavním cílem této organizace je pozorování 14 zdravotních příznaků.

## Nepřetržité pozorování 14 zdravotních příznaků
Pozorování praktických lékařů umožňuje sesbírání, analyzování a rozmnožení epidemiologických dat v reálném čase. Patří do sestavy pozorování zavedeného Institutem pro zdravotnický monitoring (Institut de Veille Sanitaire – InVS), jež získalo doporučení od Národní komise pro informatiku a svobodu – CNIL.
Pozorované choroby, z toho infekční:
- Chřipka (od roku 1984)
- Průjem a nemoci zažívacího ústrojí (Gastroenteritida) (od roku 1990)
- Spalničky (od roku 1984)
- Příušnice (od roku 1985)
- Plané neštovice (od roku 1990)
- Pásový opar (od roku 2004)
- Mužská uretritida (zánětlivé onemocnění močové trubice) (od roku 1984)
- Hepatitida typu A, B a C (od roku 2000)

a nepřenosné:
- Astma (od roku 2002)
- Pokusy o sebevraždu (od roku 1999)
- Hospitalizace (od roku 1997)

Co se týče chřipky, gastroenteritidy a spalniček, dohled umožňuje vysledovat, včas upozornit a předvídat vypuknutí státní či regionální epidemie.
Údaje od anonymních pacientů jsou posílány lékaři do Geografický informační systém (GIS). Týdeník Sentiweb-Hebdo je aktualizovaný každé úterý na portálu Sítě Sentinelles a rozesílaný elektronickou poštou více než 4000 předplatitelů a také velkým národním médiím. Kromě toho je vydávána „výroční bilance“ s veškerými údaji a uložena na internetu v sekci „dokumentace/výroční zprávy“.
Síť lékařů spolupracuje s centrem Světová zdravotnická organizace (WHO) pro elektronický dohled nad infekčními chorobami.

## Vědecký výzkum
Údaje získané ze Sítě Sentinelles umožňují vytvářet:
- detekční modely a upozornění založená na tzv. metodě „Serpent de Serfling“ [1]
- prognostické modely epidemií v různých geografických měřítkách [2]

## Specializovaná epidemiologie
Epidemiologické dotazníky jsou pravidelně zasílány lékařům sentinelům. Jsou vytvářeny s ohledem na etické chování v epidemiologii vydané Asociací frankofonních epidemiologů, respektive „Association des épidémiologistes de langue française“ (ADELF). Všechny dotazníky mají pořadové číslo podle psaného protokolu a jsou předmětem konečné studie. Procházejí vnitřním auditem, který zajišťuje jejich kvalitu a také musejí být odsouhlaseny Národní komisí pro informatiku a svobodu (Commission nationale de l'informatique et des libertés-CNIL). Výsledky jsou umístěny na internetové stránce Sítě Sentinelles v sekci „dokumentace/pravidelné dotazníky“ .